# Jerzy Porębski (pieśniarz)
Jerzy Porębski (ur. 28 marca 1939 w Sosnowcu, zm. 19 sierpnia 2021) – polski naukowiec, pieśniarz, wykonawca szant i autor piosenek o tematyce morskiej, publicysta, rybak i żeglarz, animator ruchu szantowego w Polsce. Członek rady programowej Polskiej Fundacji Morskiej. Autor najbardziej znanej polskiej pieśni szantowej Gdzie ta keja?. 

## Życiorys
W 1956 ukończył I Liceum Ogólnokształcące im. Jana Smolenia w Bytomiu, a następnie Uniwersytet Jagielloński w Krakowie, doktor oceanografii biologicznej. 
W czasie studiów uczył się gry na trąbce w średniej szkole muzycznej. Założył Studencki Jazz-Klub „Nawojka” i był jego prezesem.
W 1965 rozpoczął pracę w Morskim Instytucie Rybackim w Świnoujściu, pływając na polskim statku oceanograficznym RV Profesor Siedlecki. W 1982 wraz z Ryszardem Muzajem, Markiem Szurawskim i Januszem Sikorskim założyli zespół muzyczny Stare Dzwony. Mieszkał w Lubinie w gminie Międzyzdroje, na wyspie Wolin. W 2015 wyróżniony został Honorowym Obywatelstwem Świnoujścia.
Pochowany na cmentarzu w Świnoujściu (Sektor E1 / Rząd D1/ Numer 3).

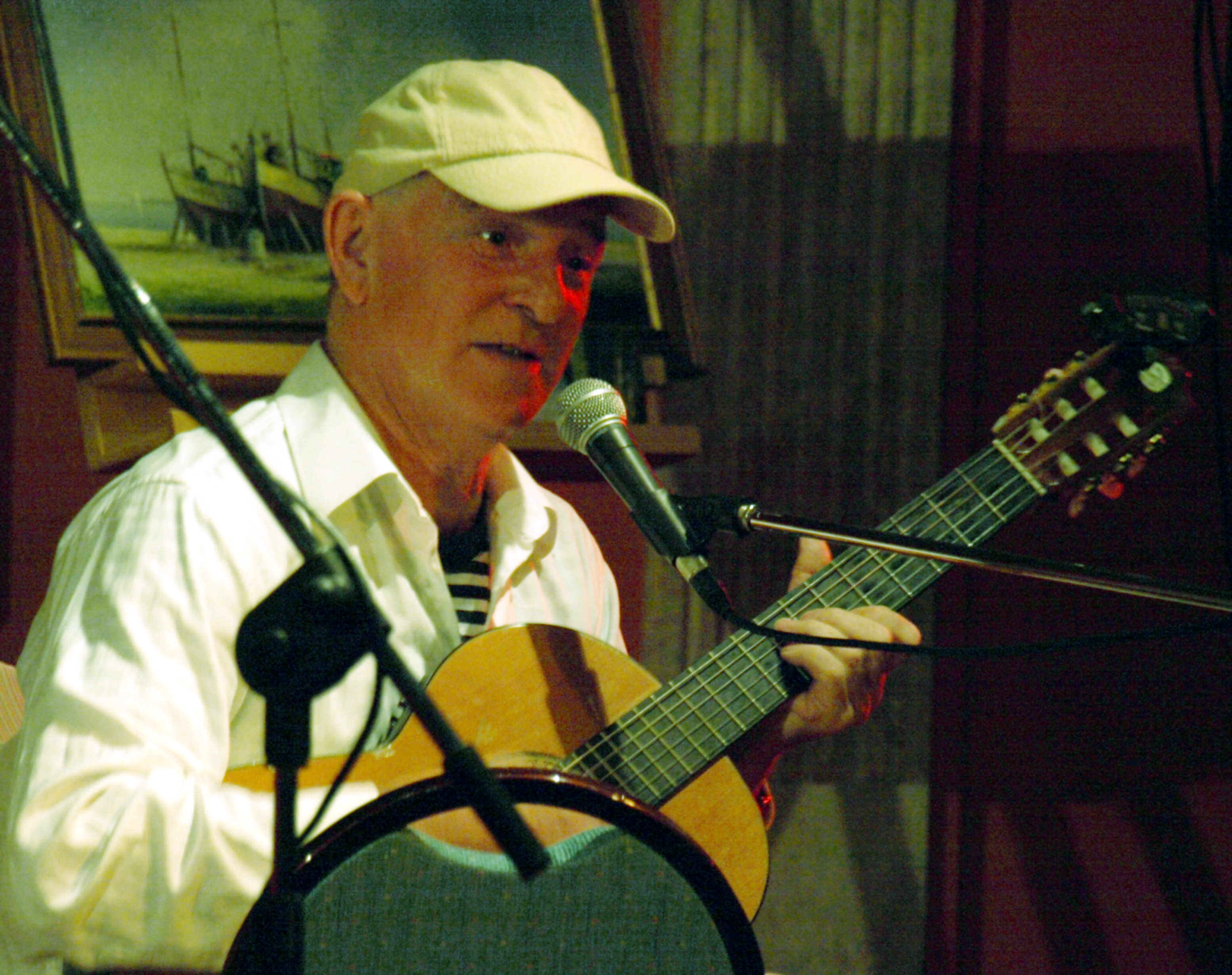
Jerzy Porębski podczas koncertu w Hotelu Nadmorskim w Gdyni (2010)

## Dyskografia
- Z rybakami w świat
- Znów popłynę na morze
- Dziękuję Ci Oceanie
- Niedaleko mojego domu
- Niech tak zostanie...

## Upamiętnienie
30 września 2021 Rada Miasta Świnoujścia, na wniosek Komitetu Inicjatywy Uchwałodawczej, jednogłośnie podjęła uchwałę w sprawie nadania nazwy obiektowi sportowemu, port jachtowy w Basenie Północnym w Świnoujściu, nazwy: Port Jachtowy imienia Jerzego Porębskiego.
23 lipca 2022 w Świnoujściu na Placu Rybaka odsłonięto pomnik Jerzego Porębskiego autorstwa Roberta Sobocińskiego odlany w jego pracowni.